# Ignacio López de Ayala
Ignacio López de Ayala (Grazalema, Cádiz, 18 de octubre de 1739, Tarifa, 24 de abril de 1789) fue un escritor, astrónomo e historiador español del Neoclasicismo.

## Biografía
Catedrático de poética en los Reales Estudios de San Isidro de Madrid, concurría a la tertulia más conocida de la Ilustración del siglo XVIII, la de la Fonda de San Sebastián, situada en la esquina de la Plaza del Ángel y la calle de San Sebastián. Allí concurrían escritores tan célebres como el abate José de Guevara Vasconcelos, los eruditos Francisco Cerdá y Rico, Tomás de Iriarte, José Cadalso y Nicolás Fernández de Moratín. Sólo se permitía hablar de toros, versos y amor. Se leían los versos de los contertulios y algunas páginas de Jean-Jacques Rousseau. 
López de Ayala compuso una famosa tragedia neoclásica, la Numancia destruida (1775), según las unidades de lugar, acción y tiempo. La obra está compuesta en romance endecasílabo o heroico. Sus obras históricas son Historia de Federico el Grande, rey de Prusia, Historia de Gibraltar (1782) y El sacrosanto y ecuménico concilio de Trento (1787). Estas obras le llevaron a la Real Academia de la Historia. 
En sus últimos años se dedicó a la astronomía y escribió Disertaciones astronómicas y Filosofía moral de Aristóteles. Era miembro de la Real Academia de Bellas Artes de San Fernando y en un acto de concesión de premios leyó una famosa Elegía, que es su obra más notable en verso.